# Alana Bremner
Pour les articles homonymes, voir Bremner.

a Compétitions nationales et continentales officielles uniquement.

b Matchs officiels uniquement.
Dernière mise à jour le 26 juillet 2025.
Alana Borland, née Alana Bremner le 10 février 1997 à Christchurch (Nouvelle-Zélande), est une joueuse internationale néo-zélandaise de rugby à XV évoluant aux postes de troisième ligne aile et de deuxième ligne. Elle rejoint les Ealing Trailfinders après la Coupe du monde 2025.
Sa sœur ainée, Chelsea Bremner, est également internationale néo-zélandaise de rugby à XV.

## Biographie
Alana Bremner naît le 10 février 1997 à Christchurch en Nouvelle-Zélande et grandit dans une ferme de Little River, à une heure de route de Christchurch. Contrairement à sa sœur Chelsea, elle débute le rugby à XV dès son plus jeune âge, jouant avec les garçons dans des équipes mixtes.
En juillet 2020, elle et sa sœur passent la barre symboliques des cent matchs joués à elles deux avec leur club de Lincoln University.
Elle fait ses débuts avec les Black Ferns en 2021 aux côtés de sa sœur Chelsea contre l'Angleterre à Exeter.
En 2022, elle joue pour la franchise de Matatū dont elle est capitaine. Cette année-là, elle est sélectionnée pour la Pacific Four Series et compte huit sélections en équipe nationale quand elle est retenue en septembre pour disputer la Coupe du monde organisée dans son pays,.
Elle prolonge avec Matatū pour 2023 et remporte le Super Rugby Aupiki face aux Chiefs Manawa (33-31),. Puis, elle dispute à nouveau la Pacific Four Series. À l'automne, elle participe à la première édition du WXV. 
Elle termine le Super Rugby Aupiki 2024 avec le plus grand nombre de plaquages de la compétition. Au mois d'avril, son contrat avec les Black Ferns est prolongé pour l'année. Au mois de juin, elle annonce son départ pour l'Angleterre et les Ealing Trailfinders. 

## Palmarès

### En franchise et province
- Vainqueur de la Farah Palmer Cup en 2017, 2018, 2019, 2020 et 2022.
- Finaliste de la Farah Palmer Cup en 2021 et 2023.
- Vainqueur du Super Rugby Aupiki en 2023.
- Finaliste du Super Rugby Aupiki en 2025.

### En équipe nationale
- Vainqueur de la Coupe du monde en 2021.
- Vainqueur de la Pacific Four Series en 2022, 2023 et 2025.